# The Saint (film 2017)
The Saint è un film per la televisione del 2017 diretto da Ernie Barbarash, e basato sul personaggio di Simon Templar, nato dalla penna di Leslie Charteris nel 1928.

## Trama
Il ladro Simon Templar, soprannominato "il santo", viene ingaggiato da un milionario banchiere per poter ritrovarne la figlia che è stata rapita.